# Chimik (Kemerovo)
Chimikstadion är en idrottsarena i staden Kemerovo i Ryssland. Arenan används för fotboll på sommarhalvåret, och bandy på vinterhalvåret. Arenan är hemmaarena för bandyklubben HC Kuzbass. Vid VM i bandy för herrar 2007, var Chimik huvudarena. Arenan har en kapacitet på 33 000 åskådare.